# Didemnina

Estructura de las didemninas A-C

Las didemninas son compuestos depsipéptidos cíclicos aislados de tunicados (ascidias) del género Trididemnum (familia Didemnidæ) recogidos en el Mar Caribe. Se aislaron por primera vez en 1978 en la Universidad de Illinois.
Aunque se han aislado más de nueve didemninas (didemninas A-E, G, X e Y) a partir de extracto de  Trididemnum solidum, la didemnina B es la que posee las actividades biológicas más potentes. Es un fuerte agente antiviral contra los virus de ADR y ARN tales como el virus del herpes simple tipo 1, un fuerte inmunosupresor que muestra algo de potencial en los injertos de piel y también es muy citotóxico. Ha mostrado una fuerte actividad contra células murinas con leucemia. Se han sintetizado químicamente grandes cantidades de didemnina B y han pasado a ensayos clínicos por el Instituto Nacional del Cáncer de Estados Unidos. Se ha completado la fase II de los ensayos clínicos en humanos contra el adenocarcinoma de riñón, cáncer de ovario epitelial avanzado, y cáncer de mama metastásico. Desafortunadamente, el compuesto ha mostrado una alta toxicidad debido a la alta incidencia de reacciones anafilácticas en pacientes y los ensayos se pararon.
El análogo de la didemnina plitidepsina estaba en fase II de ensayos clínicos en 2003.